# Bathythrix triangularemaculata
Bathythrix triangularemaculata är en stekelart som först beskrevs av Motschoulsky 1863.  Bathythrix triangularemaculata ingår i släktet Bathythrix och familjen brokparasitsteklar. Inga underarter finns listade.